# Miré (Indre-et-Loire)
Pour les articles homonymes, voir Miré.
Miré est une ancienne commune d'Indre-et-Loire, annexée en 1818 à Ballan.

## Démographie
| 1793 | 1800 | 1806 |
| ---- | ---- | ---- |
| 95   | 104  | 74   |